# KOLOS

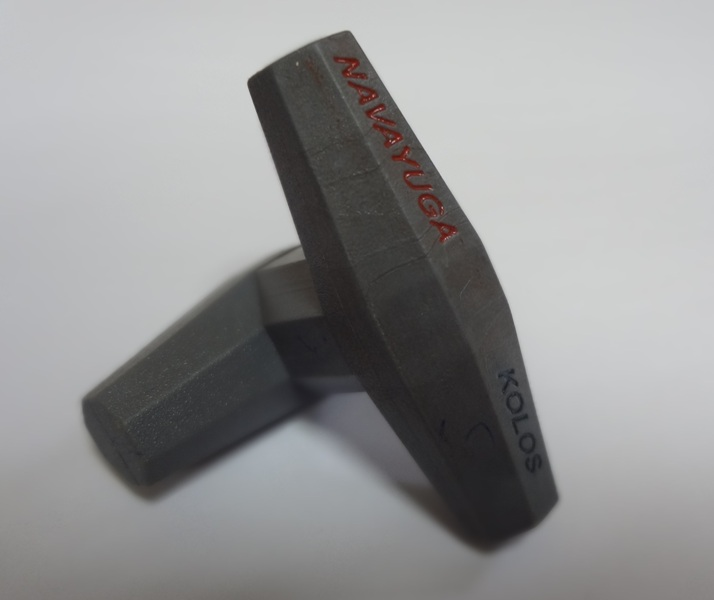
Bloc armat de formigó entrellaçat de KOLOS

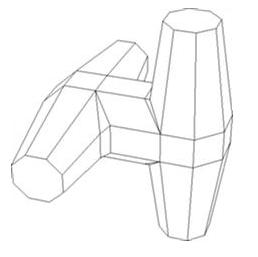
Vista en 3D de KOLOS

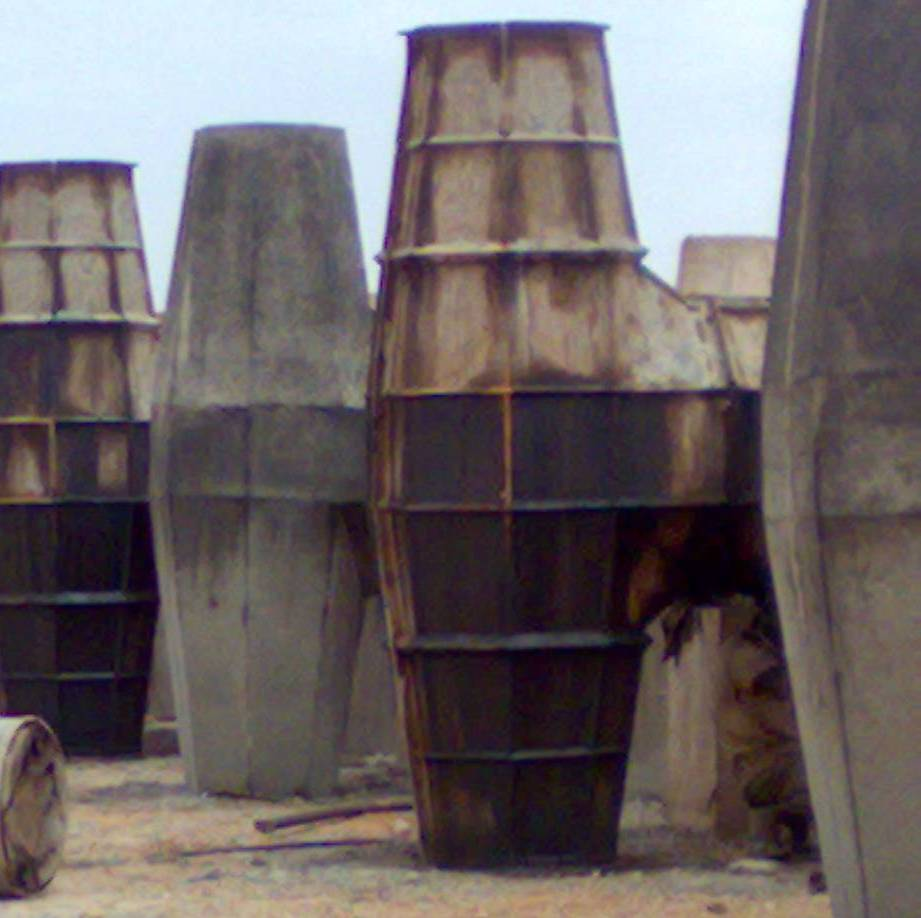
Unitats KOLOS que es projecten

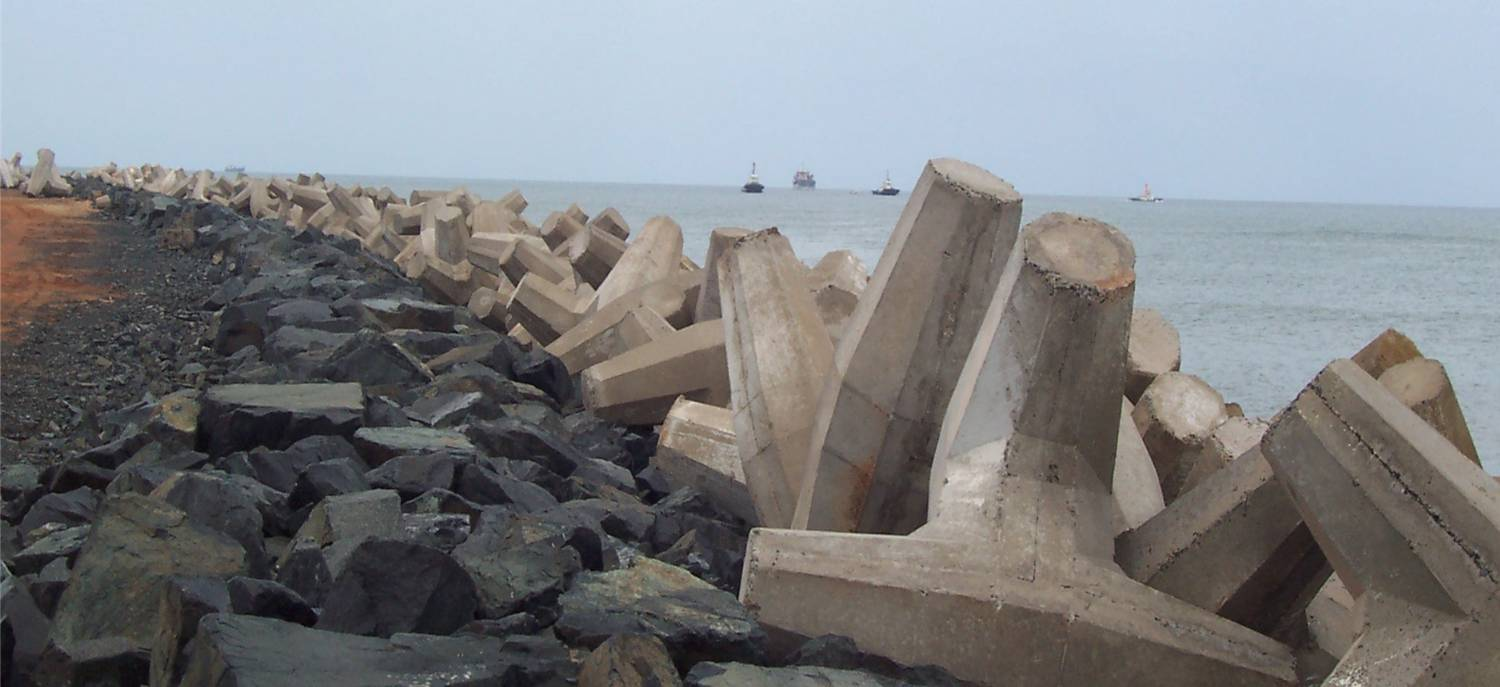
Unitats KOLOS i escullera del port de Krishnapatnam

KOLOS és una unitat d'armadura encastada de formigó destinada a protegir estructures costaneres com ara dics i esculleres de les onades de l'oceà. Aquests blocs es van desenvolupar a l'Índia i van ser adoptats per primera vegada per les esculleres del port de Krishnapatnam al llarg de la costa est de l'Índia.

## Concepte de KOLOS
KOLOS incorpora millores enfront d'altres estructures que es fan servir de protecció com els Dolos. Els errors més comuns per a Dolos es van trobar són la cama a causa de la torsió i a la casualitat per cisallament induït per flexió. Les tensions més altes són causades, principalment, al braç de palanca més llarg. La longitud de la cama al Dolos és encongit un 21,4% a KOLOS. D'aquesta manera es poden espessir les seves cames.
KOLOS es caracteritza per un membre de formigó més curt central i dos membres de formigó allargats exteriors connectats en els costats oposats de l'element central. Els membres exteriors tenen eixos longitudinals paral·lels que s'estenen de manera normal cap a l'eix longitudinal de l'element central. Aquests membres tenen una secció transversal octogonal i es configuren més de manera que la seva secció transversal disminueix des de la seva part intermèdia cap als seus extrems oposats.

## Fosa i transport
KOLOS es fabriquen de formigó. Per fabricar un KOLOS calen tres peces d'acer en els motlles perquè sigui més fàcil aconseguir la seva peculiar forma. El desmoldatge es realitza generalment després de 24 hores de colada de formigó.
Una sola unitat KOLOS pot pesar entre 1,5 tones i 12 tones.
Les unitats es treuen dels motlles després de tres dies d'enduriment. Les unitats es transfereixen del llit de fosa al pati d'apilament. Es col·loquen en les línies costaneres per fer les esculleres emprant una grua. Els camions s'utilitzen per a un recorregut curt a l'escullera.

## Col·locació
Els KOLOS són col·locats sobre de còdols amuntegant-los per formar les esculleres en dues capes. Igual que la majoria d'unes armadures de formigó, l'estabilitat hidràulica de KOLOS és dictada pel seu propi pes i l'enclavament amb les unitats circumdants. S'ha trobat que KOLOS té gairebé el mateix nivell de porositat que Dolos amb un coeficient de capa d'1. La col·locació aleatòria de les unitats facilita una major taxa de col·locació i una menor dependència de les tècniques complexes d'ubicació. Es permet un nivell de dany del 0,5% en el disseny de la capa d'armadura de KOLOS sense causar danys a les capes inferiors de l'escullera.